# Niponius unistrius
Niponius unistrius är en skalbaggsart som beskrevs av Lewis 1913. Niponius unistrius ingår i släktet Niponius och familjen stumpbaggar. Inga underarter finns listade i Catalogue of Life.